# Члопи
Члопи (пол. Człopy) — село в Польщі, у гміні Унеюв Поддембицького повіту Лодзинського воєводства.
Населення — 224 особи (2011).
У 1975-1998 роках село належало до Конінського воєводства.

## Демографія
Демографічна структура станом на 31 березня 2011 року:
|          | Загалом | Допрацездатний вік | Працездатний вік | Постпрацездатний вік |
| -------- | ------- | ------------------ | ---------------- | -------------------- |
| Чоловіки | 109     | 17                 | 75               | 17                   |
| Жінки    | 115     | 20                 | 70               | 25                   |
| Разом    | 224     | 37                 | 145              | 42                   |